# Joan de Cardona (bisbe)
Joan de Cardona   (valor desconegut, segle XV - Torre Pallaresa, 1 de febrer de 1546) senyor de Cellers, la Manresana i la Torre Pallaresa, fou un noble català que, desprès una trajectòria laica, exercí el càrrec de bisbe de Barcelona.

## Biografia
Desconeguda la data i el lloc de naixença, nomes se sap que fou fill il·legítim del duc Joan Ramon Folc IV de Cardona. Fou nomenat bisbe de Barcelona el 1531, tot i que no fou consagrat fins al 1545, quatre mesos abans de la seva mort. Va ser el prototip de bisbes que pràcticament només tenien el títol i que per a ells era l'episcopat un simple nom d'honor. Alguns portaven una vida frívola com era el cas de Joan de Cardona. Joan de Cardona es va convertir en seguir els exercicis espirituals de Sant Ignasi sota la direcció del Pare Jesuïta Araoz. Però això no va passar sinó al final de la seva vida. Abans de ser bisbe de Barcelona va ser abat comendatici del Monestir de Santa Maria de Bellpuig de les Avellanes i conseller reial. Va morir a la Torre Pallaresa, casa senyorial dels Cardona, prop de Badalona, després de celebrar el sant sacrifici de la missa. Joan de Cardona no va assistir al concili de Trento sinó que va nomenar com representant seu Pere Agustí i Albanell, qui fou bisbe d'Osca.
Va ser casat amb na Lluïsa de Blanes i de Sentmenat, fill de Joan de Blanes i del Viver, i d'Estefania de Sentmenat i de Vilanova, amb qui va tenir Helena de Cardona i de Blanes, esposa de Guillem Ramon de Josa i Orrit, baró de Madrona, assassinada el 1548. Havia hagut també una filla il·legítim, anomenada Lluïsa de Cardona.